# Lovinac
Lovinac ist ein Dorf und Stadtbezirk in der Gespanschaft Lika-Senj, Kroatien. Die Zahl der Einwohner der Gemeinde liegt bei 943 (Volkszählung 2021), von denen 83,56 % Kroaten und 15,06 % Serben sind. 

## Dörfer im Stadtbezirk
Einwohner laut Volkszählung 2021:
- Gornja Ploča: 43
- Kik: 8
- Ličko Cerje: 62
- Lovinac: 242
- Raduč: 40
- Ričice (Lika): 80
- Smokrić: 13
- Sveti Rok: 250
- Štikada: 197
- Vranik: 8